# Šukovac
Šukovac je naseljeno mjesto u općini Foča, Republika Srpska, BiH. Nije popisano kao samostalno naselje na popisu 1961. godine. Godine 1962. s naseljem Gradac spojeno je u naselje Gradac na Drini (Sl.list NRBiH, br.47/62).
Nalazi se na lijevoj obali rijeke Drine, nasuprot Foče i blizu ušća Ćehotine u Drinu.